# Rivalité entre l'Allemagne et l'Angleterre en football
Les équipes nationales de football d'Angleterre et d'Allemagne sont des équipes qui s'affrontent régulièrement depuis la fin du XIXe siècle, et officiellement depuis 1930 au point qu'une rivalité sportive est née entre ces deux nations.
Les équipes se rencontrent pour la première fois en novembre 1899, lorsque l'Angleterre bat l'Allemagne dans une série de quatre matchs consécutifs. Les principales rencontres entre l'Angleterre et l'Allemagne ont lieu en Coupe du monde (la finale de 1966 et la demi-finale de 1990) et en Championnat d'Europe (la demi-finale de 1996).
Cette rivalité se fait principalement ressentir du côté anglais, les journaux anglais ayant en effet pour habitude, avant  les matchs opposant les 
deux équipes, de publier des articles détaillés rappelant les précédentes oppositions, principalement celles de 1966 et de 1990. Les supporteurs en Angleterre considèrent souvent l'Allemagne comme leur principale rivale sportive et se soucient bien davantage de cette rivalité que de celle avec d'autres nations, comme l'Argentine ou l'Écosse. En revanche, les supporteurs allemands sont moins impliqués dans cette rivalité avec l'Angleterre, considérant les Pays-Bas comme leur rivaux principaux.

## Équipe nationale

### Historique

#### Genèse
L'Angleterre reste invaincue pendant 38 ans contre l'Allemagne, s'offrant même une victoire 6-3 à Berlin en 1938. Il faut attendre le 1er juin 1968 pour voir la RFA s'imposer (1-0) à Hanovre en amical.

#### Années 1960
La finale de la Coupe du monde de football de 1966 est remportée par l'Angleterre sur le score de 4-2, avec une réalisation très contestée de Geoff Hurst lors des prolongations, connue sous le nom de but de Wembley. Le tir de l'attaquant anglais semble pourtant rebondir sur la ligne de Hans Tilkowski.

#### Années 1970
La décennie est marquée par le chef-d'œuvre accompli par le Nationalelf à Wembley le 29 avril 1972 en quart de finale aller de l'Euro. « Grâce aux Allemands, il y a de nouveau du beau football en Europe, un football inimitable, comme celui des Hongrois à l'époque », écrit le Daily Telegraph au lendemain du match. En l'emportant 3-1 sur le sol anglais, Gerd Müller et les siens prennent un avantage décisif pour la qualification à l'Euro 1972 (qu'ils remporteront).
Deux ans plus tôt, l'Allemagne de l'Ouest accomplit un premier exploit en renversant les Anglais de 0-2 à 3-2 lors du quart de finale de la Coupe du Monde 1970 à León.

#### Années 1980
Pas d'affrontement marquant si ce n'est celui lors du deuxième tour de la Coupe du Monde 1982 qui se termine par un 0-0 crispant.

#### Années 1990
À l'issue de la demi-finale de la Coupe du monde de football de 1990 où l'Angleterre est éliminée aux tirs au but par la RFA, l'avant-centre anglais Gary Lineker, dépité, prononce cette maxime légendaire : « le football est un jeu simple : 22 types courent après un ballon pendant 90 minutes et à la fin c'est l'Allemagne qui gagne,. »
Six ans plus tard, en demi-finale de l'Euro 1996, rebelote. Après 120 minutes d'une grande intensité, les Anglais s'inclinent de nouveau lors d'une séance de tirs au but, Gareth Southgate voyant sa tentative repoussée par Andreas Köpke.

#### Années 2000
Le siècle démarre à l'avantage des Anglais. Courte victoire (certes insuffisante pour passer au tour suivant) au premier tour de l'Euro 2000 mais surtout une démonstration historique (1-5) à Munich le 1er septembre 2001, décisive pour la qualification à la Coupe du Monde 2002.

#### Années 2010
Un huitième de finale explosif à Johannesbourg lors de la Coupe du Monde 2010. Les allemands frappent fort lors de leurs périodes de domination (quatre buts inscrits) mais les Anglais peuvent se sentir légitimement floués à la suite du refus de l'arbitre de valider un lob de Frank Lampard, pourtant retombé nettement derrière la ligne du but de Manuel Neuer alors que le score était de 2 à 1.

#### Années 2020
Les Allemands sans relief ni passion s'inclinent lors du huitième de finale de l'Euro 2021 à Wembley (0-2).

### Confrontations
Confrontations entre l'équipe d'Allemagne de football et l'équipe d'Angleterre de football en matchs officiels :
| Date               | Lieu                            | Match                  | Score               | Compétition                                |
| 10 mai 1930        | Berlin Allemagne                | Allemagne - Angleterre | 3-3                 | Match amical                               |
| 4 décembre 1935    | Londres Angleterre              | Angleterre - Allemagne | 3-0                 | Match amical                               |
| 14 mai 1938        | Berlin Allemagne                | Allemagne - Angleterre | 3-6                 | Match amical                               |
| 1er décembre 1954  | Londres Angleterre              | Angleterre - RFA       | 3-1                 | Match amical                               |
| 26 mai 1956        | Berlin Allemagne de l'Ouest     | RFA - Angleterre       | 1-3                 | Match amical                               |
| 12 mai 1965        | Nuremberg Allemagne de l'Ouest  | RFA - Angleterre       | 0-1                 | Match amical                               |
| 23 février 1966    | Londres Angleterre              | Angleterre - RFA       | 1-0                 | Match amical                               |
| 30 juillet 1966    | Londres Angleterre              | Angleterre - RFA       | 4-2 a.p.            | Coupe du monde 1966 (Finale)               |
| 1er juin 1968      | Hanovre Allemagne de l'Ouest    | RFA - Angleterre       | 1-0                 | Match amical                               |
| 14 juin 1970       | León Mexique                    | RFA - Angleterre       | 3-2 a.p.            | Coupe du monde 1970 (Quart de finale)      |
| 29 avril 1972      | Londres Angleterre              | Angleterre - RFA       | 1-3                 | Euro 1972 (Quart de finale, aller)         |
| 13 mai 1972        | Berlin Allemagne de l'Ouest     | RFA - Angleterre       | 0-0                 | Euro 1972 (Quart de finale, retour)        |
| 12 mars 1975       | Londres Angleterre              | Angleterre - RFA       | 2-0                 | Match amical                               |
| 22 février 1978    | Munich Allemagne de l'Ouest     | RFA - Angleterre       | 2-1                 | Match amical                               |
| 29 juin 1982       | Madrid Espagne                  | RFA - Angleterre       | 0-0                 | Coupe du monde 1982 (Groupe B, 2d tour)    |
| 13 octobre 1982    | Londres Angleterre              | Angleterre - RFA       | 1-2                 | Match amical                               |
| 12 juin 1985       | Mexico Mexique                  | Angleterre - RFA       | 3-0                 | Tournoi Azteca 2000 (amical)               |
| 9 septembre 1987   | Düsseldorf Allemagne de l'Ouest | RFA - Angleterre       | 3-1                 | Match amical                               |
| 4 juillet 1990     | Turin Italie                    | RFA - Angleterre       | 1-1 a.p, 4-3 t.a.b  | Coupe du monde 1990 (Demi-finale)          |
| 11 septembre 1991  | Londres Angleterre              | Angleterre - Allemagne | 0-1                 | Match amical                               |
| 19 juin 1993       | Détroit États-Unis              | Allemagne - Angleterre | 2-1                 | US Cup (amical)                            |
| 26 juin 1996       | Londres Angleterre              | Allemagne - Angleterre | 1-1 a.p., 6-5 t.a.b | Euro 1996 (Demi-finale)                    |
| 17 juin 2000       | Charleroi Belgique              | Angleterre - Allemagne | 1-0                 | Euro 2000 (Groupe A)                       |
| 7 octobre 2000     | Londres Angleterre              | Angleterre - Allemagne | 0-1                 | Qualifications de la Coupe du monde 2002   |
| 1er septembre 2001 | Munich Allemagne                | Allemagne - Angleterre | 1-5                 | Qualifications de la Coupe du monde 2002   |
| 22 août 2007       | Londres Angleterre              | Angleterre - Allemagne | 1-2                 | Match amical                               |
| 19 novembre 2008   | Berlin Allemagne                | Allemagne - Angleterre | 1-2                 | Match amical                               |
| 27 juin 2010       | Johannesburg Afrique du Sud     | Allemagne - Angleterre | 4-1                 | Coupe du monde 2010 (Huitième de finale)   |
| 19 novembre 2013   | Londres Angleterre              | Angleterre - Allemagne | 0-1                 | Match amical                               |
| 26 mars 2016       | Berlin Allemagne                | Allemagne - Angleterre | 2-3                 | Match amical                               |
| 22 mars 2017       | Dortmund Allemagne              | Allemagne - Angleterre | 1-0                 | Match amical                               |
| 10 novembre 2017   | Londres Angleterre              | Angleterre - Allemagne | 0-0                 | Match amical                               |
| 29 juin 2021       | Londres Angleterre              | Allemagne - Angleterre | 0-2                 | Euro 2021 (Huitième de finale)             |
| 7 juin 2022        | Munich Allemagne                | Allemagne - Angleterre | 1-1                 | Ligue des Nations 2022-2023 (Lig. A Gr. 3) |
| 26 septembre 2022  | Londres Angleterre              | Angleterre - Allemagne | 3-3                 | Ligue des Nations 2022-2023 (Lig. A Gr. 3) |

### Bilan
- Total de matchs disputés : 35
- Victoires de l'équipe d'Angleterre : 14
- Victoires de l' équipe d'Allemagne : 15
- Matches nuls : 6
- Total de buts marqués par l'équipe d'Allemagne : 46
- Total de buts marqués par l'équipe d'Angleterre : 56

## Supporters
Depuis les années 1990, la chanson de la Seconde Guerre mondiale Ten German Bombers est reprise dans le cadre des rencontres de football entre l'Angleterre et l'Allemagne, par les supporters anglais.